# Live at Wembley Arena
| Оценки критиков | Оценки критиков |
| Источник        | Оценка          |
| --------------- | --------------- |
| AllMusic        | [ 1 ]           |

Live at Wembley Arena — второй концертный альбом шведской поп-группы ABBA, выпущенный 29 сентября 2014 года на лейбле Polar Music.

## Предыстория
В интервью в декабре 2013 года Бенни Андерссон подтвердил, что концертный альбом будет выпущен «в первозданном варианте» где-то в 2014 году, в рамках 40-летия группы. Андерссон подробно рассказал, что его сын Людвиг часами просматривал кассеты, выбирая правильный материал. Людвиг выбрал для выпуска концерт 10 ноября 1979 года. Решение было одобрено всеми членами ABBA, включая Агнету Фельтског и Анни-Фрид Лингстад. 9 июня 2014 года официальные аккаунты ABBA в Facebook и Instagram подтвердили релиз. На следующий день, 10 июня, был обнародован полный трек-лист.

## Контент
В отличие от предшественника, ABBA Live 1986 года, данный альбом не является сборником различных живых выступлений группы, а включает в себя полный концерт, проведённый ими во время тура ABBA: The Tour на лондонском стадионе Уэмбли Арена 10 ноября 1979 года.
Некоторые записи из концертного тура группы 1979 года уже были опубликованы. Живая версия «Take a Chance on Me» была выпущена как бисайд сингла «I Have a Dream» в декабре 1979 года. Концертный вариант песни «The Way Old Friends Do» появился на альбоме Super Trouper 1980 года. «Summer Night City» был включён в сборник Äntligen sommarlov! в 1983 году.
На ABBA Live 1986 года было опубликовано семь выступлений из тура 1979 года: «Dancing Queen», «Take a Chance on Me», «I Have a Dream» «Does Your Mother Know», «Chiquitita», «Waterloo» и «The Name of the Game» / «Eagle».
Некоторые выступления были смонтированы в фильм ABBA in Concert, который транслировался по телевидению, а позже был выпущен на VHS и DVD.
Среди четырнадцати песен, представленных на альбоме, есть народная «Gammal fäbodpsalm» и «I’m Still Alive», так как группа никогда не записывала их в студии. Последняя была написана в соавторстве Агнетой Фельтског и Бьерном Ульвеусом для тура, но затем покинула группу.
Альбом включает в себя практически все номера концерта, кроме песни «Not Bad At All», исполненной бэк-вокалистом Томасом Лединым.

## Релиз
Альбом был выпущен в цифровом формате, а также в двухдисковом и состоящем из трёх пластинок вариантах. 26 сентября альбом на физических носителях был выпущен в Австралии, 30-го — в США и Канаде, 29 сентября состоялся релиз в цифровом виде во всём мире.
Альбом дебютировал в первой десятке в Австрии, Германии и Швейцарии, в Швеции он занял 15-е место, в Великобритании — 30-е.

## Список композиций
| №                   | Название                                      | Автор(ы)                                      | Длительность |
| ------------------- | --------------------------------------------- | --------------------------------------------- | ------------ |
| 1.                  | «Gammal fäbodpsalm»                           | народная                                      | 1:43         |
| 2.                  | «Voulez-Vous»                                 | Бенни Андерссон, Бьорн Ульвеус                | 4:11         |
| 3.                  | «If It Wasn’t for the Nights»                 | Бенни Андерссон, Бьорн Ульвеус                | 5:18         |
| 4.                  | «As Good As New»                              | Бенни Андерссон, Бьорн Ульвеус                | 3:26         |
| 5.                  | «Knowing Me, Knowing You»                     | Бенни Андерссон, Стиг Андерсон, Бьорн Ульвеус | 4:30         |
| 6.                  | «Rock Me»                                     | Бенни Андерссон, Бьорн Ульвеус                | 3:34         |
| 7.                  | «Chiquitita»                                  | Бенни Андерссон, Бьорн Ульвеус                | 5:34         |
| 8.                  | «Money, Money, Money»                         | Бенни Андерссон, Бьорн Ульвеус                | 3:57         |
| 9.                  | «I Have a Dream»                              | Бенни Андерссон, Бьорн Ульвеус                | 6:51         |
| 10.                 | «Gimme! Gimme! Gimme! (A Man After Midnight)» | Бенни Андерссон, Бьорн Ульвеус                | 5:34         |
| 11.                 | «SOS»                                         | Бенни Андерссон, Стиг Андерсон, Бьорн Ульвеус | 3:30         |
| 12.                 | «Fernando»                                    | Бенни Андерссон, Стиг Андерсон, Бьорн Ульвеус | 4:13         |
| Общая длительность: | Общая длительность:                           | Общая длительность:                           | 52:21        |

| №                   | Название                    | Автор(ы)                                      | Длительность |
| ------------------- | --------------------------- | --------------------------------------------- | ------------ |
| 1.                  | «The Name of the Game»      | Бенни Андерссон, Стиг Андерсон, Бьорн Ульвеус | 3:09         |
| 2.                  | «Eagle»                     | Бенни Андерссон, Бьорн Ульвеус                | 6:10         |
| 3.                  | «Thank You for the Music»   | Бенни Андерссон, Бьорн Ульвеус                | 3:52         |
| 4.                  | «Why Did It Have to Be Me?» | Бенни Андерссон, Бьорн Ульвеус                | 4:32         |
| 5.                  | «Intermezzo No. 1»          | Бенни Андерссон, Бьорн Ульвеус                | 4:06         |
| 6.                  | «I’m Still Alive»           | Агнета Фельтског, Бьорн Ульвеус               | 4:29         |
| 7.                  | «Summer Night City»         | Бенни Андерссон, Бьорн Ульвеус                | 5:28         |
| 8.                  | «Take a Chance on Me»       | Бенни Андерссон, Бьорн Ульвеус                | 4:25         |
| 9.                  | «Does Your Mother Know»     | Бенни Андерссон, Бьорн Ульвеус                | 3:58         |
| 10.                 | «Hole in Your Soul»         | Бенни Андерссон, Бьорн Ульвеус                | 4:39         |
| 11.                 | «The Way Old Friends Do»    | Бенни Андерссон, Бьорн Ульвеус                | 3:05         |
| 12.                 | «Dancing Queen»             | Бенни Андерссон, Стиг Андерсон, Бьорн Ульвеус | 5:52         |
| 13.                 | «Waterloo»                  | Бенни Андерссон, Стиг Андерсон, Бьорн Ульвеус | 3:51         |
| Общая длительность: | Общая длительность:         | Общая длительность:                           | 57:36        |

## Чарты
| Чарт (2014)                         | Высшая позиция |
| ----------------------------------- | -------------- |
| Австрия (Ö3 Austria)                | 9              |
| Бельгия/Валлония (Ultratop)         | 28             |
| Бельгия/Фландрия (Ultratop)         | 16             |
| Великобритания (UK Albums Chart)    | 30             |
| Германия (Offizielle Top 100)       | 9              |
| Дания (Hitlisten)                   | 16             |
| Испания (PROMUSICAE)                | 63             |
| Нидерланды (Album Top 100)          | 12             |
| Финляндия (Suomen virallinen lista) | 50             |
| Франция (SNEP)                      | 87             |
| Швейцария (Schweizer Hitparade)     | 10             |
| Швейцария/Романдия (GfK)            | 34             |
| Швеция (Sverigetopplistan)          | 15             |